# Parafia św. Andrzeja Kim w Anchorage
Parafia św. Andrzeja Kim w Anchorage – parafia rzymskokatolicka, terytorialnie i administracyjnie należąca do archidiecezji Anchorage-Juneau. Według stanu na październik 2021, w parafii posługiwali księża dieccezjalni, a funkcję proboszcza pełnił Fr. Peter Kim. 